# زانکت یوهان بای هربشتاین
زانکت یوهان بای هربشتاین (به آلمانی: Sankt Johann bei Herberstein) یک منطقهٔ مسکونی در اتریش است که در هارتبرگ فورستنفلد واقع شده‌است. زانکت یوهان بای هربشتاین ۲٫۸۵ کیلومتر مربع مساحت دارد ۴۲۱ متر بالاتر از سطح دریا واقع شده‌است.